# Capi di Stato della Corea del Nord
La Corea del Nord tuttora non ha una vera e propria carica di capo di Stato, dato che tale carica è stata creata il 28 dicembre 1972 da Kim Il-sung ed è stata abolita in seguito alla sua morte l'8 luglio 1994 quando, in seguito alla modifica della costituzione nordcoreana, lo stesso è stato nominato "presidente eterno della Repubblica Popolare Democratica di Corea". La Corea del Nord è de facto uno Stato a partito unico dal 1948 e tutti i capi di Stato hanno fatto parte del Partito del Lavoro di Corea, tranne Choi Yong-kun che fece parte del Partito Socialdemocratico di Corea.

## Lista
| Capo di Stato | Capo di Stato | Capo di Stato | Carica                                                    | Partito                            | Mandato           | Mandato           |
| Capo di Stato | Capo di Stato | Capo di Stato | Carica                                                    | Partito                            | Inizio            | Fine              |
| ------------- | ------------- | ------------- | --------------------------------------------------------- | ---------------------------------- | ----------------- | ----------------- |
|               |               | Kim Tu-bong   | Presidente dell'Assemblea popolare suprema                | Partito del Lavoro di Corea        | 9 settembre 1948  | 20 settembre 1957 |
|               |               | Choi Yong-kun | Presidente dell'Assemblea popolare suprema                | Partito Socialdemocratico di Corea | 20 settembre 1957 | 28 dicembre 1972  |
|               |               | Kim Il-sung   | Presidente della Repubblica Democratica Popolare di Corea | Partito del Lavoro di Corea        | 28 dicembre 1972  | 8 luglio 1994     |
|               |               | Kim Jong-il   | Presidente della Commissione Militare di Difesa           | Partito del Lavoro di Corea        | 8 luglio 1994     | 17 dicembre 2011  |
|               |               | Kim Jong-un   | Presidente della Commissione degli Affari di Stato        | Partito del Lavoro di Corea        | 30 dicembre 2011  | in carica         |